# Казе дела Порчиљија (Виченца)
Казе дела Порчиљија је насеље у Италији у округу Виченца, региону Венето.
Према процени из 2011. у насељу је живело 24 становника. Насеље се налази на надморској висини од 35 м.